# Campania din Persia (Primul Război Mondial)
Campania din Persia sau Invazia Persiei (persană اشغال ایران در جنگ جهانی اول) reprezintă o serie de operațiuni militare ce au avut loc pe teritoriul azerbaidjanul persan și vestul Persiei între Imperiul Britanic, Imperiul Rus, forțele armene și cele asiriene pe de-o parte și Imperiul Otoman pe de altă parte ce s-au început în decembrie 1914 și s-au încheiat în urma Armistițiului de la Moudros la 30 octombrie 1918.